# Stanisław Motty
Łukasz Augustyn Stanisław Motty (ur. 18 października 1826 w Poznaniu, zm. 21 grudnia 1900 tamże) – polski działacz społeczny i polityczny, prawnik.

## Życiorys
Był synem Jana Baptysty (przyrodnika, popularyzatora nauki, spolonizowanego Francuza) i Apolonii z Herwigów. Jego brat Marceli był nauczycielem i znanym wielkopolskim działaczem społecznym, siostra Walentyna wyszła za mąż za przemysłowca Hipolita Cegielskiego.
Kształcił się w gimnazjum Fryderyka Wilhelma w Poznaniu, następnie studiował prawo na uniwersytetach w Berlinie i Heidelbergu. Brał udział w powstaniu 1848, także w powstaniu styczniowym wszedł w skład wielkopolskich władz powstańczych; koncentrował się jednak nie na walce zbrojnej, był przede wszystkim zwolennikiem pracy organicznej. Działał m.in. w Związku Spółek Zarobkowych, Towarzystwie Przemysłowym Polskim w Poznaniu (1898 członek honorowy), Poznańskim Towarzystwie Przyjaciół Nauk (współzałożyciel); pionier spółek pożyczkowych w Wielkim Księstwie Poznańskim. Przez kilkadziesiąt lat (1849-1899) pełnił funkcję sędziego i radcy sądu okręgowego w Poznaniu.
Przez wiele lat zasiadał w parlamentach niemieckich. W latach 1863–1866 był posłem na sejm pruski, w 1867 posłem w parlamencie Związku Północnoniemieckiego, od 1885 ponownie posłem na sejm pruski; od 1894 przewodniczył Kołu Polskiemu. W 1898 został także wybrany do parlamentu Rzeszy. Konsekwentnie reprezentował poglądy konserwatywne, nie szukał zbliżenia do stanowiska rządowego po dymisji Bismarcka i krytykował rzecznika lojalizmu Józefa Kościelskiego. Występował w różnych okresach swojej pracy parlamentarnej w obronie Polaków więzionych po powstaniu styczniowym, przeciwko akcjom germanizacyjnym i działaniu Komisji Kolonizacyjnej, domagał się prawa używania języka polskiego w szkolnictwie, poszerzenie praw obywatelskich dla Polaków.

## Życie prywatne
Był dwukrotnie żonaty. Miał trzy córki z drugą żoną, Michaliną z domu Danysz (1849–1936); jedna z córek, Paulina (1871–1970), wyszła za mąż za kuzyna, Stefana Cegielskiego.